# Stadion Kantrida
Das Stadion Kantrida ist ein Fußballstadion in der kroatischen Stadt Rijeka. Es bietet Platz für 10.600 Zuschauer und diente bis Mitte 2015 dem Fußballverein HNK Rijeka als Heimstätte. Es soll an gleicher Stelle ein Neubau mit 15.000 Plätzen entstehen.

## Geschichte

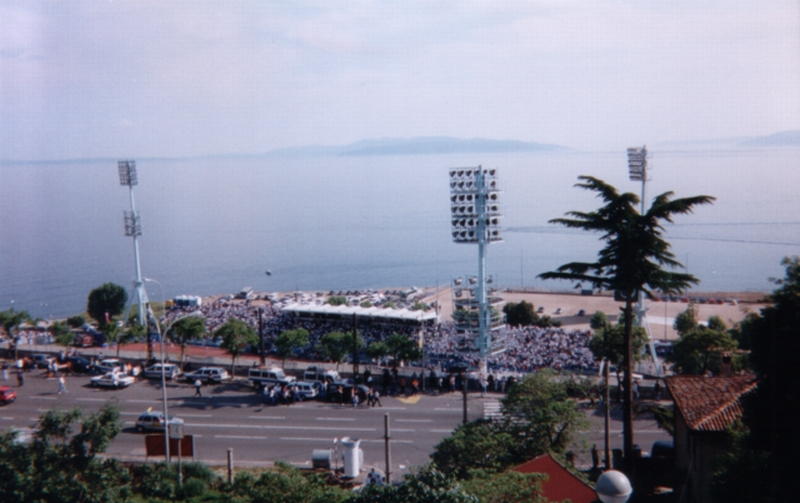
Das Stadion Kantrida von oben

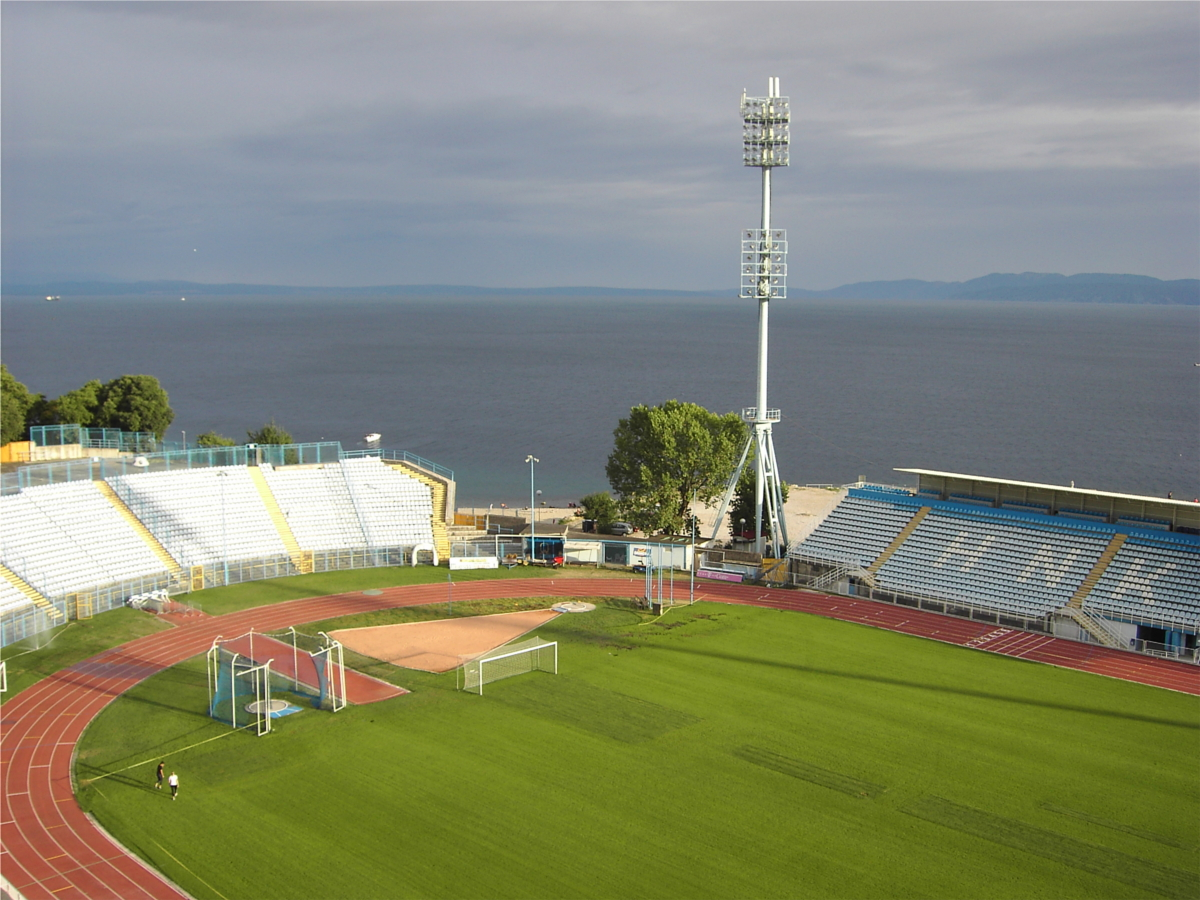
Blick ins Stadion

Das Stadion Kantrida in Rijeka, einer kroatischen Hafenstadt in der Kvarner-Bucht, wurde im Jahre 1912 erbaut. Das Gelände diente zuvor als Steinbruch für die Erbauung des Hafens von Rijeka, 1912 begannen Fußballspieler und Leichtathleten der Victoria aus Sušak das Gelände als Spielfeld herzurichten. Eröffnet wurde es 1913 mit einem Freundschaftsspiel zwischen HŠK Victoria und Građanski Zagreb. Victoria nutzte das Stadion bis zum Ende des Ersten Weltkrieges, ehe sich der Verein auflöste. 1926 fand sich mit der neu gegründeten US Fiumana, einem italienischen Verein, ein neuer Mieter, dessen Existenzzeit jedoch bereits 1945 wieder endete. 1946 wurde dann HNK Rijeka gegründet. Der Verein besteht bis heute und nutzt das Stadion Kantrida als Heimstadion. HNK wurde bis heute zweimal kroatischer Pokalsieger und einige Male Zweiter in der kroatischen Liga hinter Serienmeister Dinamo Zagreb.
Einst betrug das Fassungsvermögen des Stadions 25.000 Zuschauer, doch durch UEFA-Sicherheitsregelungen wurde die Kapazität vor einigen Jahren auf die heute gültigen 10.600 herabgesetzt. In dem Stadion fanden bisher dreimal Renovierungsarbeiten statt, und zwar 1925, 1951 und 1958. Zudem wurde 1975 Flutlicht installiert. Im Laufe der Zeit änderte sich auch der Name des Stadions mehrmals. So hieß es zu Zeiten des US Fiumane Stadio Comunale del Littorio, da zur damaligen Zeit, also kurz vor und während des Zweiten Weltkrieges Teile des heutigen Kroatiens, unter anderem auch Rijeka zum faschistischen Italien gehörten. Seit dem Ende des Zweiten Weltkrieges heißt es Stadion Kantrida.

## Pläne für einen Neubau
Im September 2013 gab der Präsident von HNK Rijeka, Damir Mišković, Pläne für einen privat finanzierten Neubau bekannt. Das derzeitige Stadion soll abgerissen werden und ein neues Stadion an gleicher Stelle entstehen. Die Kapazität sollte bei rund 14.000 Sitzplätzen liegen. Ein Baubeginn wurde für 2014 angestrebt.
Dieser Plan scheiterte, stattdessen will der Verein jetzt zusammen mit einem chinesischen Unternehmen einen Neubau entwickeln. Zum neuen Stadion mit rund 15.000 Plätzen sollen ein Hotel und ein Einkaufszentrum gehören. Genaue Termine für den Abriss des alten Stadions Kantrida und den Baubeginn des neuen Stadions stehen aber noch nicht fest.
Im Juli 2015 wurde das Stadion Rujevica mit 8.279 Plätzen, das übergangsweise als Spielstätte des HNK Rijeka dient, auf dem neuen Trainingszentrum fertiggestellt. Am 2. August 2015 fand dort das erste Ligaspiel gegen den NK Lokomotiva Zagreb statt. Die letzte Partie im Stadion Kantrida war das erste Heimspiel der Saison am 19. Juli 2015 gegen Slaven Belupo (3:3). Das Spiel wurde im alten Stadion ausgetragen, da erst drei Tage zuvor der Rasen im Stadion Rujevica verlegt worden war und er Zeit zum Anwachsen brauchte.